# Zisterzienserinnenabtei Val-Notre-Dame

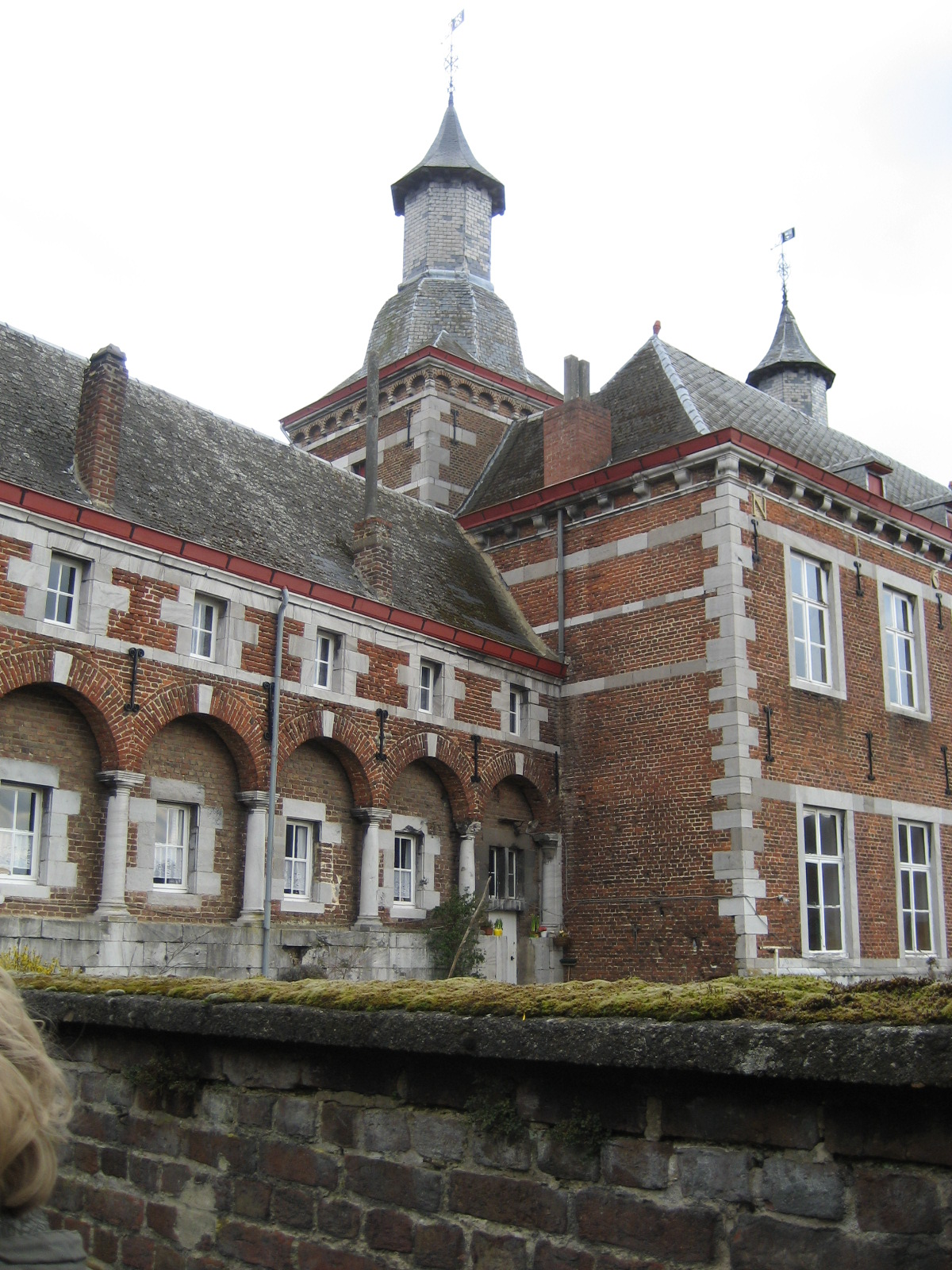

Die Zisterzienserinnenabtei Val-Notre-Dame war von 1218 bis 1796 ein Kloster der Zisterzienserinnen in Antheit, Wanze, Provinz Lüttich, in Belgien. Sie darf nicht mit dem Trappistenkloster Val Notre-Dame in Kanada verwechselt werden.

## Geschichte
Die Zisterzienserinnen der Abtei Hocht gründeten 1218 das vom örtlichen Adel gestiftete Kloster auf dem linken Ufer der Mehaigne in Antheit, nördlich von Huy. Die heute vernichtete Abteikirche war der Himmelfahrt Mariens (französisch: Assomption) geweiht. Im Zuge des Vordringens der Französischen Revolution wurde es 1796 geschlossen. Die Gebäude aus dem 17. und 18. Jahrhundert blieben teilweise erhalten und dienten ab 1905 den französischen Assomptionistinnen als Kloster und Internat. Heute beherbergt der Ort ein renommiertes Gymnasium. Die unter Denkmalschutz stehende Anlage umfasst u. a. das Äbtissinnenhaus (mit monumentalem Treppenhaus), das Eingangsportal des Klosters, einen Taubenturm, sowie den Gutshof. Peugniez nennt sie eine der schönsten Klosteranlagen Belgiens.

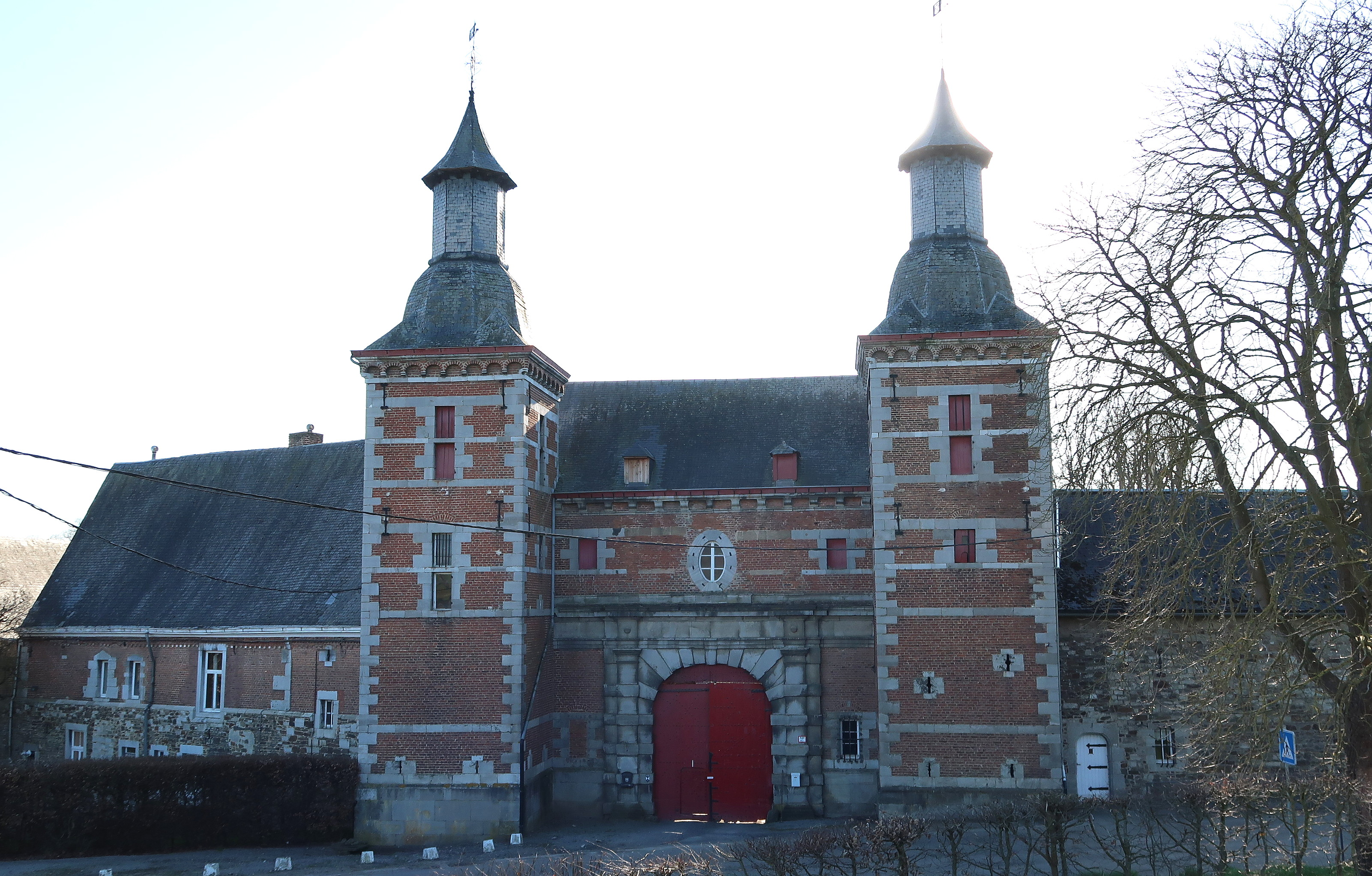
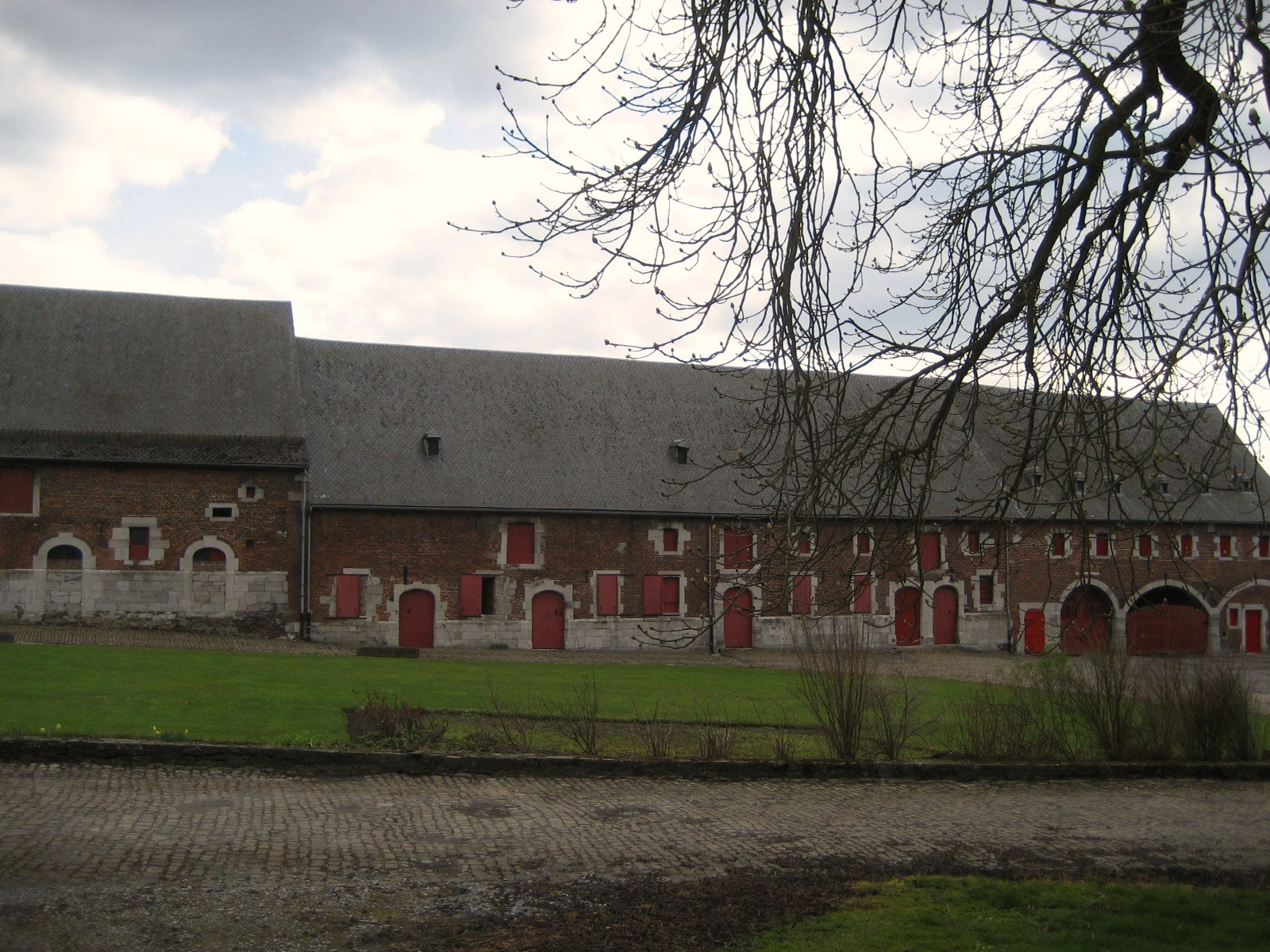
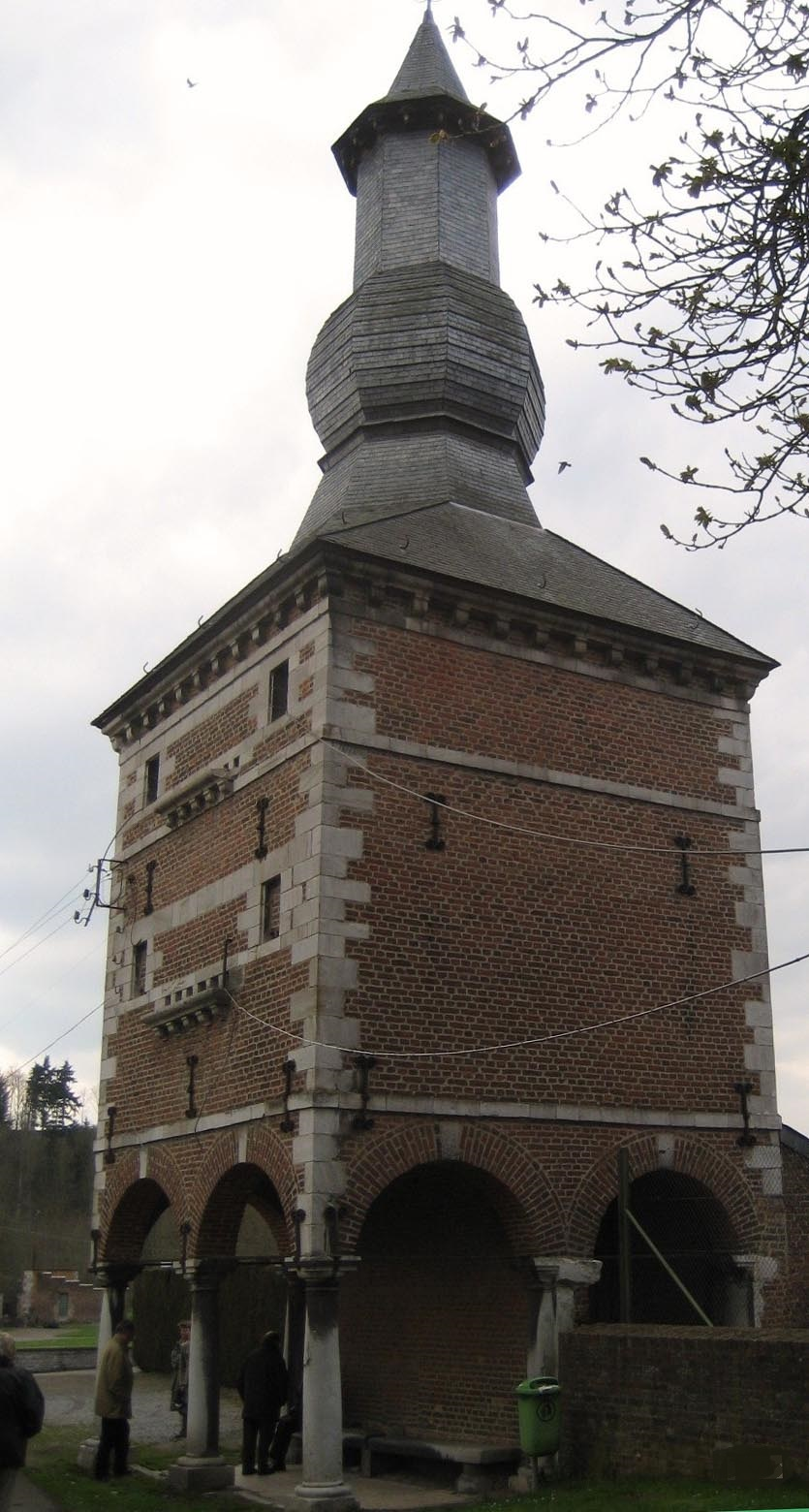